# Medalia Priestley
Medalia Priestley este un premiu acordat de către American Chemical Society (ACS) pentru contribuții însemnate în domeniul chimiei. Primul premiu a fost acordat în anul 1922, iar numele său a fost dat în onoarea savantului englez Joseph Priestley, descoperitorul oxigenului, care a imigrat în Statele Unite ale Americii în anul 1794.

## Laureați
Lista laureaților Medaliei Priestley după anul acordării:
- 1923 Ira Remsen[5]
- 1926 Edgar Fahs Smith
- 1929 Francis P. Garvan[6]

1930s
- 1932 Charles L. Parsons
- 1935 William A. Noyes[7]
- 1938 Marston T. Bogert

1940s
- 1941 Thomas Midgley, Jr.[8]
- 1944 James Bryant Conant[9]
- 1945 Ian Heilbron[10]
- 1946 Roger Adams[11]
- 1947 Warren K. Lewis[12]
- 1948 Edward R. Weidlein
- 1949 Arthur B. Lamb[13]

1950s
- 1950 Charles A. Kraus
- 1951 E. J. Crane[14]
- 1952 Samuel C. Lind
- 1953 Sir Robert Robinson[15]
- 1954 W. Albert Noyes, Jr.
- 1955 Charles A. Thomas
- 1956 Carl S. Marvel
- 1957 Farrington Daniels
- 1958 Ernest H. Volwiler
- 1959 Hermann Irving Schlesinger

1960s
- 1960 Wallace R. Brode
- 1961 Louis Plack Hammett
- 1962 Joel H. Hildebrand[16]
- 1963 Peter J. W. Debye[17]
- 1964 John C. Bailar, Jr.
- 1965 William J. Sparks
- 1966 William O. Baker
- 1967 Ralph Connor
- 1968 William G. Young
- 1969 Kenneth S. Pitzer[18]

1970s
- 1970 Max Tishler[19]
- 1971 Frederick D. Rossini
- 1972 George B. Kistiakowsky[20]
- 1973 Harold C. Urey[21]
- 1974 Paul J. Flory
- 1975 Henry Eyring
- 1976 George S. Hammond
- 1977 Henry Gilman
- 1978 Melvin Calvin[22]
- 1979 Glenn T. Seaborg[23]

1980s
- 1980 Milton Harris
- 1981 Herbert C. Brown
- 1982 Bryce Crawford, Jr.
- 1983 Robert S. Mulliken
- 1984 Linus Pauling[24]
- 1985 Henry Taube
- 1986 Karl A. Folkers
- 1987 John D. Roberts
- 1988 Frank H. Westheimer[25]
- 1989 George C. Pimentel[26]

1990s
- 1990 Roald Hoffmann[27]
- 1991 Harry B. Gray[28]
- 1992 Carl Djerassi[29]
- 1993 Robert W. Parry[30]
- 1994 Howard E. Simmons[31]
- 1995 Sir Derek H. R. Barton[32]
- 1996 Ernest L. Eliel[33]
- 1997 Mary L. Good[34]
- 1998 F. Albert Cotton[35]
- 1999 Ronald Breslow[36]

2000s
- 2000 Darleane C. Hoffman[37]
- 2001 Fred Basolo[38]
- 2002 Allen J. Bard[39]
- 2003 Edwin J. Vandenberg[40]
- 2004 Elias J. Corey[41]
- 2005 George A. Olah[42]
- 2006 Paul S. Anderson[43]
- 2007 George M. Whitesides[44]
- 2008 Gabor A. Somorjai[45]
- 2009 M. Frederick Hawthorne[46]

2010s
- 2010 Richard Zare[47]
- 2011 Ahmed H. Zewail[48]
- 2012 Robert S. Langer[49]
- 2013 Peter J. Stang[50]
- 2014 Stephen J. Lippard[51]
- 2015 Jacqueline Barton [52]
- 2016 Mostafa El-Sayed [53]
- 2017 Tobin J. Marks [54]
- 2018 Geraldine L. Richmond [55]
- 2019 Karl Barry Sharpless[56][57][58]

2020s
- 2020 JoAnne Stubbe[59]